# المشرقية (شبام)
'

تعديل مصدري - تعديل

المشرقية هي إحدى قرى عزلة شبام بمديرية شبام التابعة لمحافظة حضرموت، بلغ تعداد سكانها 161 نسمة حسب تعداد اليمن لعام 2004.